# Bacopa gratioloides
Bacopa gratioloides är en grobladsväxtart som först beskrevs av George Bentham, och fick sitt nu gällande namn av Robert Hippolyte Chodat. Bacopa gratioloides ingår i släktet tjockbladssläktet, och familjen grobladsväxter. Inga underarter finns listade i Catalogue of Life.